# Tudual
Tudual (em latim: Tugdualus; sec. V, Denby, Gales - c. 564, Tréguier, Bretanha), também conhecido como Tual, Tudual, Tudgual, Tugdual, Tugual, Pabu, Papu, era um monge bretão, considerado um dos sete santos fundadores da Bretanha.

## Vida
Dizia-se que Tudual era filho de Hoel (Hoel I) e sua esposa, Pompéia, e irmão de São Leonoro. Tudual viajou para a Irlanda para aprender as escrituras e depois se tornou um eremita na Ilha leste de São Tudual, na costa do Norte de Gales. Tudual mais tarde imigrou para a Bretanha, estabelecendo-se em Lan Pabu com 72 seguidores, onde estabeleceu um grande mosteiro sob o patrocínio de seu primo, o rei Deroch de Domnonée. Ele viajou a Paris para obter a confirmação da concessão de terras do rei Quildeberto I, que insistiu que ele fosse bispo de Tréguier.
Tudual é mostrado na iconografia como um bispo segurando um dragão, agora o símbolo de Tregor. Sua festa é celebrada em 30 de novembro ou 1º de dezembro.
Tro Breizh (em bretão para "Tour da Bretanha") é uma peregrinação que liga as cidades dos sete santos fundadores da Bretanha. Esses sete santos eram monges celtas da Grã-Bretanha por volta do século V ou VI que foram à Bretanha para ministrar aos bretões que se estabeleceram lá após as incursões anglo-saxãs em sua terra natal. Entre os primeiros bispados estava Tréguier, a cidade de São Tudual.

## Galeria

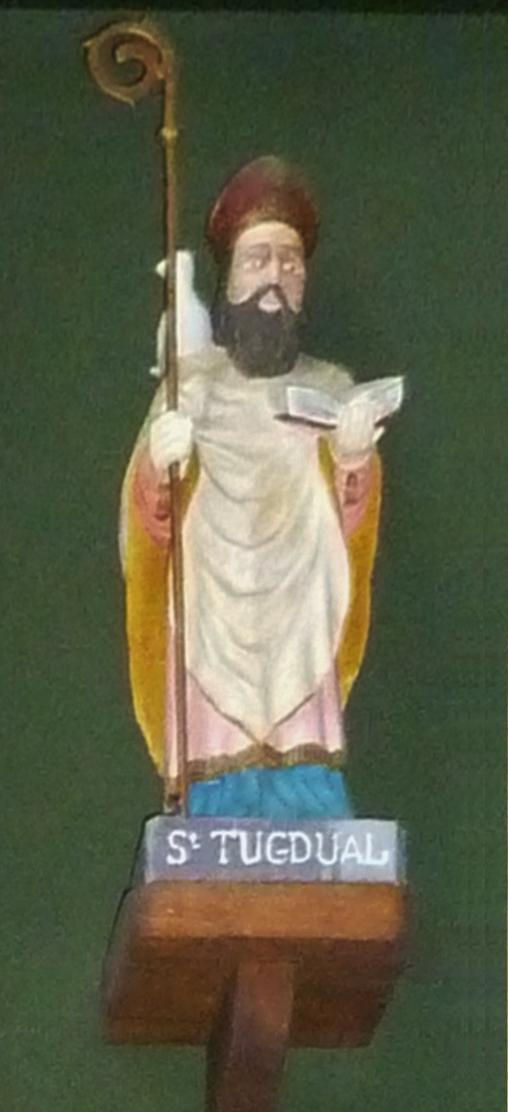
Uma estátua do santo em Saint-Pol-de-Léon
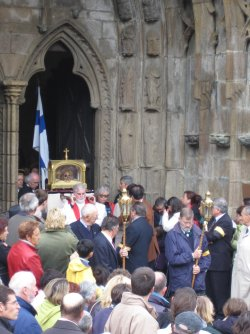
As relíquias dos Santos Ivo e Tudual em procissão no portão da Catedral de Tréguier em 2005